# 田中芳夫
田中 芳夫（たなか よしお）は、東京理科大学大学院イノベーション研究科教授である。担当科目はソフトウエア技術マネージメント、技術倫理哲学、コンセプトイノベーション。主として情報・通信・電機を担当。

## プロフィール
- 1973年4月に住友重機械工業入社後、システム室配属され、1978年にプラスティック機械事業部制御技術部にてプラスチック射出成形機のマイクロコンピュタによる制御の開発担当を行う。
- その後1980年6月、日本アイ・ビー・エム株式会社に転職、その後、開発製造副社長・補佐、CIM (Computer Integrated Manufacturing)ソリューション、パーソナルビジネス事業本部・OADG推進、開発製造・PCオープンアーキテクチュアを担当後、IBM Corporation 出向。Director US Operations , Asia Pacific Technical Operationsに従事の後、2001年4月、日本IBM復帰 研究・開発・製造 企画･事業推進 理事として戦略・企画を担当。
- 2005年1月にマイクロソフト株式会社にCTO/CSO/CPOとして入社。
- 2007年1月より青山学院大学大学院ビジネス法務客員教授となりグローバルビジネスの法と実務を担当。
- 2007年7月より兼務として（独）産業技術総合研究所に参与として参画、イノベーションのための技術の移転を行う。また2008年4月より 現職の東京理科大学大学院イノベーション研究科教授。

IBM在職中に日本のPC標準化を推進するOADGを設立、PCの標準化に貢献している。社外活動として警察庁総合セキュリティ対策会議委員、他委員会委員、またOECD Innovation in the Software Sector 専門委員、日本工学アカデミー会員及び経済同友会会員になっている。